# بيل راند
بيل راند (بالإنجليزية: Bill Rand)‏ هو مجدف بريطاني، ولد في 29 ديسمبر 1935.

## وصلات خارجية
- بيل راند على موقع الاتحاد الدولي للتجديف (الإنجليزية)
- بيل راند على موقع أوليمبيديا (الإنجليزية)
- بيل راند على موقع اللجنة الأولمبية البريطانية (الإنجليزية)